# Vairimorpha
Vairimorpha es un género de hongos en la familia Nosematidae, es parásito de artrópodos.
Contiene las siguientes especies:
- Vairimorpha cheracis - un parásito del yabby común australiano, Cherax destructor
- Vairimorpha disparis - un parásito de la polilla lagarta peluda, Lymantria dispar
- Vairimorpha ephestiae - un parásito de la polilla de la cera, Galleria mellonella
- Vairimorpha hybomitrae - un parásito de tábanos del género Hybomitra
- Vairimorpha invictae - un parásito de la hormiga roja de fuego, Solenopsis invicta
- Vairimorpha lymantriae -  un parásito de la polilla lagarta peluda, Lymantria dispar
- Vairimorpha necatrix -  un parásito de varias especies de polillas
- Vairimorpha plodiae